# T. Arthur Plummer
Michael Sarne (1883–1961) amerikai krimiíró, akinek Thomas Arthur Plummer írói álnéven több népszerű bűnügyi regénye jelent meg az 1930-as években. Regényei visszatérő főhőse volt Andrew Frampton felügyelő. Magyarul csupán az Árnyak a ködben (Shadowed by the C. I. D.) című regénye jelent meg eddig.

## Magyarul megjelent művei
- T. Arthur Plummer: Árnyak a ködben (Shadowed by the C. I. D.), Palladis Rt., Budapest, 1938, Félpengős regények 140., fordította: Endre Dénes Félegyházy Endre álnéven

## Fordítás
- Ez a szócikk részben vagy egészben  a   T. Arthur Plummer című angol Wikipédia-szócikk ezen változatának fordításán alapul.  Az eredeti cikk szerkesztőit annak laptörténete sorolja fel. Ez a jelzés csupán a megfogalmazás eredetét és a szerzői jogokat jelzi, nem szolgál a cikkben szereplő információk forrásmegjelöléseként.